# Sergey Sokolov (athlétisme)
Pour les articles homonymes, voir Sergueï Sokolov.
Sergey Sokolov, né le 29 mars 1962 et mort le 8 mars 2021, est un athlète représentant l'Union soviétique spécialiste du sprint. 

## Palmarès

### Championnats d'Europe d'athlétisme
- Championnats d'Europe d'athlétisme 1982 à Athènes,  Grèce
  -  Médaille d'or du relais 4 × 100 m